# Balbisia weberbaueri
Balbisia weberbaueri är en tvåhjärtbladig växtart som beskrevs av Paul Erich Otto Wilhelm Knuth. Balbisia weberbaueri ingår i släktet Balbisia och familjen Vivianiaceae. Inga underarter finns listade i Catalogue of Life.